# 何という行き方!
『何という行き方!』（What a Way to Go!）は1964年のアメリカ合衆国の映画。
監督はJ・リー・トンプソン。出演はシャーリー・マクレーン、ポール・ニューマン、ロバート・ミッチャム、ディーン・マーティン、ジーン・ケリー、ボブ・カミングス、ディック・ヴァン・ダイクなど。

## ストーリー
喪服姿の未亡人ルイザがピンク色の邸宅のピンク色の階段を降りて来る。彼女の後にはピンクの棺を運ぶ喪服の男達が続く。棺を運ぶ男たちは次々と足を滑らせて棺を落としてしまい、棺は階段を滑り落ち、オープニング・タイトルへとつながる。
ルイザは2億1100万ドルを米国の内国歳入庁に寄付したいと申し出るが、係官はそれをエイプリル・フールの冗談だと思い相手にしない。
ルイザは、自分自身も精神不安定な精神科医ステファンソン博士の診察室で、何故お金を寄付したいのかを泣きながら説明しようとする中、一連のフラッシュバックのシーンが数回に分けて現れる。
ルイザは、理想主義的な少女だった幼少時代を語る。金に貪欲な母親は、ルイザに地元の裕福な実業家のレナード・クローリーと結婚するよう迫る。ルイザは、レナードではなく、ヘンリー・デイヴィッド・ソローに感化されて質素な生活を好む貧しい商店主のエドガー・ホッパーと結婚する。2人は幸せに貧乏暮らしをしていたが、振られたレナードが家にやって来て、2人の田舎暮らしを嘲り、エドガーを馬鹿にして、自分みたいに事業で成功してみろと言う。刺激を受けたエドガーは猛烈に働き始め、自分の小さな店を巨大なチェーン店に発展させ、ルイザに構うことも無くなり、競合するクローリーを破産させるに至るが、ついには働き過ぎで早死にしてしまう。
悲しみに暮れるルイザはパリに行き、貧しい前衛芸術家ラリー・フリントと出会う。2人は恋に落ち、結婚し、絵に描いたようなボヘミアンな生活を送る。ラリーは、様々な音を絵筆の動きに変換して絵を描かせるクレーンのような機械を発明する。ある日、ルイザがクラシック音楽のレコードをかけると美しい絵が描かれ、ラリーは初めて自分の作品を高額で販売することが出来た。ラリーは更に大掛かりなクレーン装置を作り、更に多くの絵画を販売し、成功した芸術家となる。しかしある夜、2基のクレーンが異常な動きを見せた後、ラリーに襲い掛かり、殴り殺してしまう。
遺産相続により裕福になったものの、悲しみで落ち込んだルイザは、米国へ帰国することにする。予約した飛行機に乗り遅れると、有名な実業家ロッド・アンダーソン・ジュニアがプライベート・ジェットに乗せてくれることになる。最初は冷たく打算的な男だと思ったが、飛行中に彼の優しい一面を知る。2人はすぐに結婚し、贅沢な暮らしを始める。最初の2人の夫のように彼を失うことを恐れたルイザは、ロッドを説得して、事業を全て清算させ、彼の幼少期の家に似た小さな農場へと引退させる。地元の人たちと酒を酌み交わした後、酔っ払ったロッドは誤って雄牛の乳搾りをしようとしてしまい、雄牛はロッドを納屋の壁を破って蹴り飛ばし、ルイザは再び未亡人になってしまう。
追加の遺産相続により今や途方もない金持ちになったルイザは、国内を放浪する。小さな町のカフェで、彼女はピンキー・ベンソンと出会う。ベンソンは10年以上にわたって、夜な夜なピエロの格好で隣のレストランでパフォーマンスを続けてきている。レストラン経営者が、ピンキーの月並みな音楽パフォーマンスは客の飲食の邪魔にならないと評価しているからである。2人は恋に落ち、ハドソン川に浮かぶピンキーのボロいハウスボートでのんびりとした生活を始める。ピンキーの誕生日のこと、ルイザは、ショーの後の誕生日パーティーに遅れないように、時間のかかるピエロのメイクや衣装無しでパフォーマンスすることを提案する。ピエロの衣装を着けていないピンキーに、客たちはピンキーの歌とダンスが大変上手いことに気付く。そして、ピンキーは正に一夜にして有名なハリウッドスターになってしまう。しかし彼はルイザを蔑ろにして、傲慢で自己中心的になり、ファンに自分の家だと分かるように邸宅全体をピンク色に塗ってしまう。ルイザにも髪を含めピンク一色の格好をさせる。映画のプレミア会場で、危険だと言われていたにも拘わらず、ピンキーは興奮したファンたちに挨拶しようとする。ファンたちは熱狂し、ピンキーに向かって突進してピンキーを踏み殺してしまう。
ルイザの過去の話を聞いたステファンソン博士は、自分は彼女が望むような地味な男であると言い、結婚を申し込む。彼女はそれを断り、そのことは自分が諸々のショックから回復しつつあることを意味していると言う。振られて動揺したステファンソンはボタンを誤って押し、ルイザが横たわっている可動式ソファを約10フィート上昇させてしまう。ソファの端に座っていたステファンソンは落ちて意識を失い、ルイザは上に取り残される。ビルの用務員がやって来て、ルイザが下に降りるのを手伝う。彼女は、その用務員が、エドガー・ホッパーのせいで事業が破綻し全てを失ったレナード・クローリーであることに気付いて驚く。レナードは、ルイザとソローのお陰で自分の人生はシンプルなものとなり、人生に成功して幸せであると言う。
レナードとルイザは結婚し、4人の子供たちと一緒に農場での田園生活を楽しむ。ソローの本を読みながらトラクターで畑を耕していたレナードが本に気を取られてしまい、トラクターのタイヤが地面に食い込んで、地面から原油が噴出する。ルイザは取り乱し、夫が大金持ちになった後に死ぬという呪いがまた効いてしまったと思ったが、すぐに石油会社の社員がやって来て、トラクターが会社のパイプラインに穴を開けてしまったのだと言う。レナードとルイザは貧乏だが幸せだと喜び合うのであった。

## キャスト
※括弧内は日本語吹替（初回放送1971年5月9日『日曜洋画劇場』）
- ルイザ：シャーリー・マクレーン（小原乃梨子）
- レナード：ディーン・マーティン（羽佐間道夫）
- ラリー：ポール・ニューマン（川合伸旺）
- ロッド：ロバート・ミッチャム（浦野光）
- エドガー：ディック・ヴァン・ダイク
- ピンキー：ジーン・ケリー（柳沢真一）
- ビクター：ボブ・カミングス（大塚周夫）
- 画家：レジナルド・ガーディナー
- ビキニを着た女性：バルバラ・ブーシェ
- ダンサー：テリー・ガー

## スタッフ
- 監督：J・リー・トンプソン
- 製作：アーサー・P・ジェイコブス
- 原作：グエン・デイヴィス
- 脚本：アドルフ・グリーン、ベティ・コムデン
- 撮影：レオン・シャムロイ
- 編集：マージョリー・ファウラー
- 衣装：イーディス・ヘッド
- 音楽：ネルソン・リドル

日本語版
- 演出：有村昌記
- 制作：有村放送プロモーション